# بيت الرزاقي (الرضمة)

تعديل مصدري - تعديل

بيت الرزاقي محلة تابعة لقرية قرعد، التابعة لعزلة كحلان بمديرية الرضمة إحدى مديريات محافظة إب في الجمهورية اليمنية.، بلغ تعداد سكانها 66 حسب تعداد اليمن لعام 2004. الشيخ عبدالله محمد الرزاقي شيخ مشايخ القبيلة